# Olga Kabo
Olga Igorjewna Kabo, ros. Ольга Игоревна Кабо (ur. 28 stycznia 1968 w Moskwie) – rosyjska aktorka.
Ukończyła Wszechradziecki Państwowy Instytut Kinematografii. Aktorka Teatru Opery Współczesnej, Centralnego Akademickiego Teatru Rosyjskiej Armii i Teatru im. Mossowieta. W 2002 roku Kabo otrzymała honorowy tytuł Zasłużonej Artystki Federacji Rosyjskiej.

## Wybrana filmografia
- 1992: Pamiętnik znaleziony w garbie
- 2004: Время жестоких
- 2004: Тебе, настоящему
- 2011: 1920 Bitwa warszawska
- 2012: 1812. Ułańska ballada jako Pani Marta